# Луґі-Великі
Луґі-Великі (пол. Ługi Wielkie) — село в Польщі, у гміні Збучин Седлецького повіту Мазовецького воєводства.
Населення — 206 осіб (2011).
У 1975-1998 роках село належало до Седлецького воєводства.

## Демографія
Демографічна структура станом на 31 березня 2011 року:
|          | Загалом | Допрацездатний вік | Працездатний вік | Постпрацездатний вік |
| -------- | ------- | ------------------ | ---------------- | -------------------- |
| Чоловіки | 97      | 26                 | 62               | 9                    |
| Жінки    | 109     | 33                 | 56               | 20                   |
| Разом    | 206     | 59                 | 118              | 29                   |